# Arroyo Blanco (vattendrag i Haiti)
Arroyo Blanco är ett vattendrag i Haiti, på gränsen till Dominikanska republiken. Det ligger i den sydöstra delen av landet, 50 km öster om huvudstaden Port-au-Prince.